# Улица Риге од Фере
| Улица Риге од Фере | Улица Риге од Фере           |
| ------------------ | ---------------------------- |
|                    |                              |
| Општина            | Стари Град                   |
| Почетак            | Пјарона де Мондезира број 20 |
| Крај               | Улица цара Душана            |
| Дужина             | 250 m                        |
| Ширина             | 13 m                         |
| Створена           | 1872.                        |
| Названа            | 1908                         |
| Стари називи       | Грочанска, Љубићска          |
|                    |                              |
|                    |                              |
| Улица Риге од Фере |                              |

Улица Риге од Фере налази се на Општини Стари град Београда, и протеже се од Господар Јевремове до Улице цара Душана, правцем од Пјарона де Мондезира (некад Тадеуша Кошћушког) број 20. 

## Име улице
Улица је добила назив још у 19. веку, тачније 1872. године. Од године 1908. се зове по Риги од Фере. Мењала је два пута назив. До године 1896.  се звала Грочанска, а од 1896. до 1908. Љубићска. Према катастру из 1940. године Улица Риге од Фере се пружала од Господар Јевремове до Цара Душана.

### Рига од Фере
Рига од Фере је рођен код Фере, Тесалија 1757, а умро је у Београду 24. јуна 1798. године. Био је револуционар и песник. Био је изузетно образован и говорио је више страних језика.

## Суседне улице
- Пјарона де Мондезира
- Господар Јевремова
- Господар Јованова
- Цара Уроша
- Страхињића бана

## Улицом Риге од Фере

### Споменик Риги од Фере у Београду
Споменик се налази на углу улица Риге од Фере и Пјарона де Мондезира. Споменик су подигли 1994. године Град Београд и Министарство културе Грчке, а рад је вајара Константина Аргириса.

### Риге од Фере број 4
На броју 4 се налази Завод за проучавање културног развитка Републике Србије. Уз њега се налази чокот винове лозе из 1928. године као успомена на породицу Ешкенази која је ту становала до Другог светског рата.

## Занимљивости
- Издавање сијалица у Улици Риге од Фере из 1932.[6]
- Списак одобрених планова зидања од 10. октобра до 24. октобра 1929. године.[7]

## Галерија
- Почетак улице са Господар Јевремовом
- Риге од Фере број 1
- Угао са Господар Јовановомм
- Кућа на углу са Улицом цара Душана